# Neobracea howardii
Neobracea howardii är en oleanderväxtart som beskrevs av R. E. Woodson apud Howard. Neobracea howardii ingår i släktet Neobracea och familjen oleanderväxter. Inga underarter finns listade i Catalogue of Life.